# 藤原浩 (実業家)
藤原 浩（ふじわら ひろし、1957年9月 - ）は、日本の実業家。コダック合同会社 代表執行役員社長。元フィリップスジャパン社長兼COO。

## 人物・来歴
愛媛県生まれ。國學院大學法学部卒。
大学卒業後は日本電子に入社、本社経営企画部配属後10年間の米国駐在を経て帰国。1995年から2006年までSAPジャパン株式会社において、代表取締役COO兼CFOを歴任。同社在職中に、INSEADエグゼクティブMBAを取得。2007年からフィリップスエレク卜ロニクスジャパン（現フィリップスジャパン）のヘルスケア部門代表執行役社長、COO等を歴任。
2011年、コダックにおいて常務取締役に就任。2012年に代表取締役社長 就任。2013年12月、会社改組によりコダック合同会社代表執行役員社長に就任
。

## 略歴
- 1981年 - 國學院大學法学部卒、日本電子入社
- 1995年 - SAPジャパン代表取締役COO兼CFOを歴任
- 2004年 - INSEADエグゼクティブMBA取得
- 2007年 - フィリップスエレク卜ロニクスジャパンへルスケア部門代表執行役社長、COO等を歴任
- 2011年 - コダック常務取締役グラフィックコミュニケーション事業部長兼コンシューマービジネス事業部長に就任
- 2012年 - 同 代表取締役社長 就任
- 2013年 - 同 代表執行役員社長 就任